# Biblioteca Comunale Giosuè Carducci

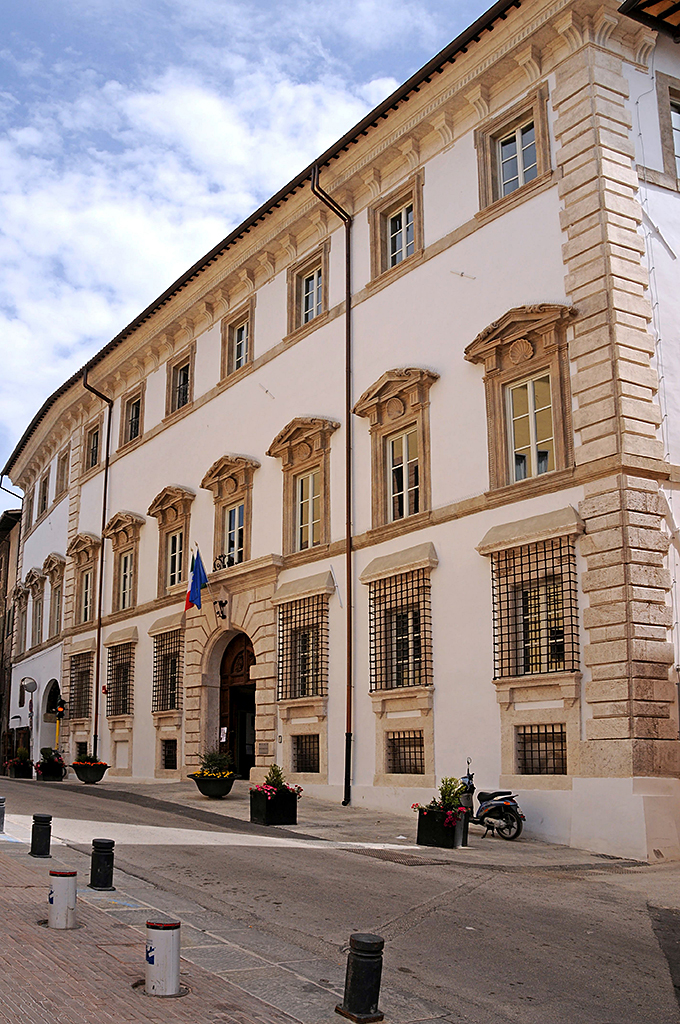
Palazzo Mauri

Die Biblioteca comunale Giosuè Carducci ist die seit 1861 bestehende städtische Bibliothek von Spoleto in Umbrien. Sie befindet sich im Palazzo Mauri in der Via Filippo Brignone 14. Das Haus, das nach Giosuè Carducci benannt wurde, weist etwa 110.000 Druckwerke auf, von denen etwa 19.000 zum Fondo Antico gehören, zu dem Werke zwischen dem 16. und dem 19. Jahrhundert gerechnet werden. Der Palast selbst stammt aus dem frühen 17. Jahrhundert. Zwischen 1997 und 2009 war die Bibliothek geschlossen, nachdem sie durch das Erdbeben von 1997 stark beschädigt worden war. Der öffentlich zugängliche Teil der Bibliothek erstreckt sich über drei Stockwerke und eine Gesamtfläche von 2.200 m².

## Geschichte

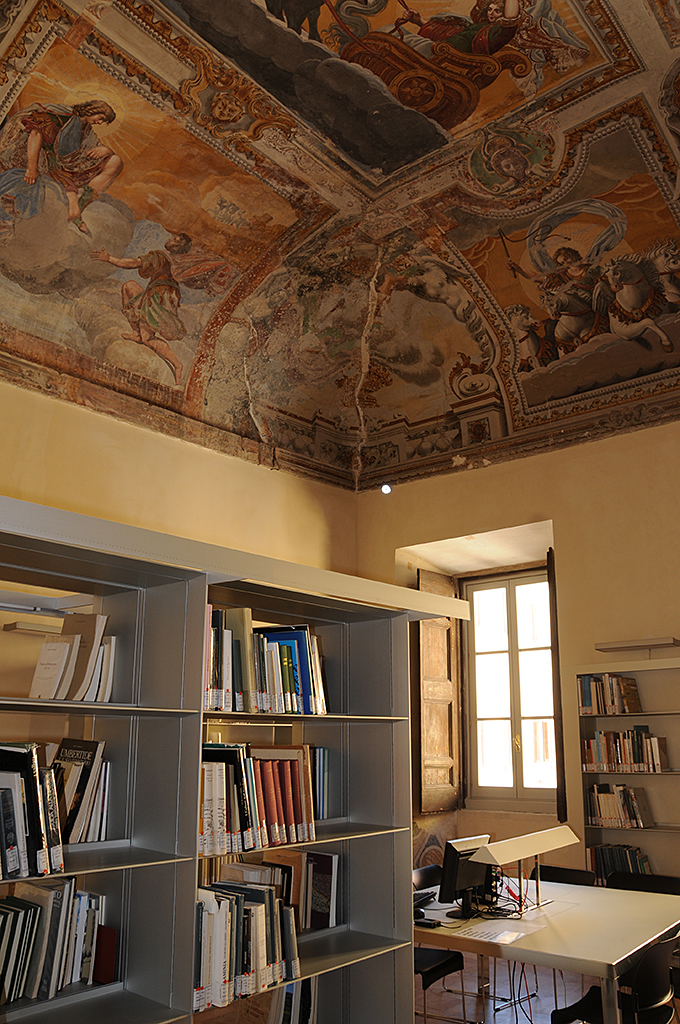
Lesesaal

Bereits in napoleonischer Zeit sollten die Bestände der 1810 aufgelösten religiösen Gemeinschaften, vor allem der Klöster, in einer öffentlichen Bibliothek zusammengeführt werden. Der Historiker Achille Sansi ordnete die Bestände um 1860. Dabei entstand ein erster Überblick über die konfiszierten Bestände der Kapuziner, der Augustiner und Dominikaner, der Serviten und der Jesuiten, sowie weiterer Kongregationen. Auch eine Reihe adliger Familien verkaufte ihre Bestände an die Kommune.
1861 setzte der Bürgermeister Giuseppe Sorchi durch, dass im Monastero della SS. Trinità eine Bibliothek eingerichtet wurde. Leiter war Giuseppe Gigli, dem Rinaldo Gherghi im Amt nachfolgte. 
1881 waren die Bestände bereits auf 15.000 Werke angewachsen. Doch angesichts der unzureichenden Infrastruktur drängte das Ministero dell'educazione nazionale auf einen Umzug in ein adäquates Bauwerk. 1932 begann der Umzug in die Räumlichkeiten des Palazzo Mauri, den die Stadt bereits 1918 erworben hatte. Das Ministerium schoss 1000 Lire zu den Kosten hinzu und ließ auch elf Inkunabeln restaurieren. Der Palast wurde darüber hinaus Sitz der Accademia spoletina und der Sezione di Archivio di Stato di Spoleto.
Luigi Fausti, Sekretär der Accademia spoletina, wurde 1930 der Direktor der Bibliothek. Bei der Neueröffnung wurden nur 27.454 Druckwerke aufgenommen, dazu zehn Inkunabeln und 180 Handschriften.
Nach Faustis Tod im Jahr 1943 wurde sein Gehilfe Placido Nicolai nominiert, der 1948 bis 1968 Socio der Associazione italiana biblioteche war. Im Zusammenhang mit deren nationalem Kongress wurde der Palast 1964 restauriert.
Das Haus besitzt zwei Bibeln aus dem 13. Jahrhundert, dazu Inkunabeln und Frühdrucke. Zu den fünf fondi speciali gehören zum einen Ferretti (Recht), zu dem Drucke des 16. bis 20. Jahrhunderts zählen, dann Francolini (Agrarwesen, Ernährung), schließlich Micheli (Medizin, ab dem 17. Jahrhundert), Panetti (Kunstgeschichte) sowie Lucarini (Fotografie).
2006 zog eine zweite Bibliothek in den Palast ein, die Biblioteca Carandente. Sie befindet sich im Erdgeschoss des Museo Carandente, das auf zeitgenössische und moderne Kunst ausgerichtet ist. Das Haus weist 30.000 Druckwerke auf.